# Niejednorodny proces Poissona
Niejednorodny (niestacjonarny) proces Poissona – liczący proces stochastyczny

## Definicja
{\displaystyle (N_{t})_{t\geqslant 0}} nazywamy niejednorodnym procesem Poissona z funkcją intensywności {\displaystyle \lambda (t),t\geqslant 0} jeśli:
1. {\displaystyle N_{0}=0.}
2. {\displaystyle (N_{t})_{t\geqslant 0}} ma niezależne przyrosty.
3. {\displaystyle P(N_{t+h}-N_{t}=1)=\lambda (t)h+o(h).}
4. {\displaystyle P(N_{t+h}-N_{t}\geqslant 2)=o(h).}

Gdy {\displaystyle \lambda (t)=\lambda } to otrzymujemy jednorodny proces Poissona

### Funkcja średnia
Definicja. Funkcją średniej niejednorodnego procesu Poissona nazywamy funkcję {\displaystyle m(t)=\int _{0}^{t}\lambda (s)ds.}

## Własności
Można wykazać, że {\displaystyle N_{t+s}-N_{t}\sim Pois(m(s+t)-m(t)).} Widać tutaj dlaczego funkcja m nosi nazwę funkcji średniej. Mianowicie {\displaystyle N_{t}\sim Pois(m(t))} oraz {\displaystyle E(N_{t})=m(t).}